# Ami (Ibaraki)
Pour les articles homonymes, voir Ami.
Ami (阿見町, Ami-machi) est un bourg du district d’Inashiki, dans la préfecture d'Ibaraki, au Japon.

## Géographie

### Démographie
Au 1er janvier 2014, la population d'Ami s'élevait à 47 744 habitants répartis sur une superficie de 71,39 km2.